# Friedrich Ohmann
Friedrich Ohmann (Leopoli, 21 dicembre 1858 – Vienna, 6 aprile 1927) è stato un architetto austriaco, considerato fra i più importanti a livello europeo.

## Biografia
Figlio di un ispettore edile, nel 1877 iniziò gli studi di architettura presso la Technische Hochschule di Vienna. Ebbe come insegnanti, tra gli altri, Heinrich von Ferstel e Karl König. Perfezionò poi la sua formazione presso l'Accademia di belle arti di Vienna, sotto la guida di Friedrich von Schmidt.
Dal 1889 al 1899 lavorò come docente di architettura decorativa presso la Scuola di Arti e Mestieri di Praga,  dove fu il principale responsabile di molti progetti di restauro. Nel 1898, insieme a Josef Hackhofer, progettò tutti gli edifici e i ponti previsti per la sistemazione e il controllo del Danubio a Vienna, dove tornò per seguire questo incarico.
Dal 1899 al 1907 fu direttore artistico dell'Hofburg (Neue Burg) di Vienna. Tra i progetti da lui realizzati si ricordano la nuova Palmenhaus nel Burggarten e il monumento all'imperatrice Elisabetta nel Volksgarten (con la statua realizzata da Hans Bitterlich). Dal 1904 fu direttore del corso di perfezionamento in architettura dell'Accademia di Belle Arti di Vienna.
Le sue radici affondano nel tardo storicismo e alla base del suo lavoro vi è una profonda conoscenza degli stili architettonici storici. A Praga realizzò opere in uno Jugendstil moderato e fu pioniere dello stile neobarocco, spesso mescolando gli elementi dei due stili, come nel caso della Palmenhaus. Fece parte anche del gruppo di architetti della Secessione viennese.
Nell'estate del 1918, Ohmann presentò i primi progetti per un grande monumento dedicato all'imperatore Francesco Giuseppe, da erigersi di fronte alla Votivkirche come elemento di continuità. Al termine della prima guerra mondiale, però, il progetto venne abbandonato.
È sepolto nel Cimitero Centrale di Vienna; il monumento funebre in suo onore gli fu dedicato dall'amministrazione comunale. Nel 1938 gli è stata intitolata la Ohmanngasse nel 19º distretto (Döbling).